# Bazilika svatého Šebestiána v Manile

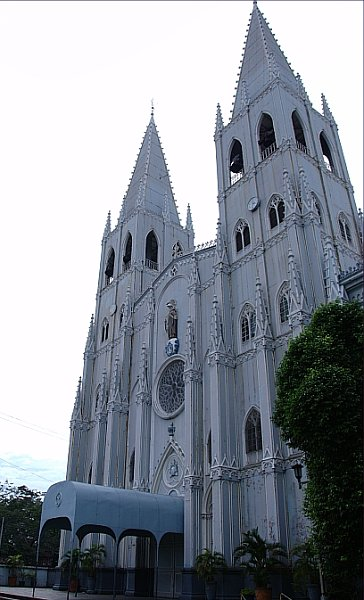
Hlavní vchod do baziliky

Bazilika svatého Šebestiána (Basílica de San Sebastián) je novogotický chrám s titulem basilica minor patřící římskokatolické církvi. Stojí v hlavním městě Filipín Manile na náměstí Plaza del Cármen ve čtvrti Quiapo. Spravuje ji řád augustiniánů rekolektů. Byla prohlášena za národní dědictví Filipín a od roku 2006 je na filipínském seznamu návrhů na zařazení do seznamu světového dědictví UNESCO.
Bazilika sv. Šebestiána je jedinou náboženskou budovou v Asii, která byla postavena výhradně z oceli v novogotickém architektonickém stylu. Architektem baziliky byl Španěl Genero Palacios. Na výstavbě se podílely firmy z Belgie, Německa a Filipín.

## Dějiny
Před současným chrámem na místě stály postupně tři budovy. První z roku 1621 financoval Bernardino Castillo a byl to dřevěný kostel, který zničilo zemětřesení v roce 1651. Další kostel pocházel z roku 1800. Byl postaven z kamene a slavnostně otevřen v roce 1850. Při velkém zemětřesení v roce 1859 byl však znovu zničen. Další pokus započal v roce 1880, ale byl zrušen již téhož roku poté, co zemětřesení zničilo už postavenou zvonici.
Kněz Esteban Martinez z pověření řádu pak hledal způsob, jak postavit budovu odolnou proti zemětřesení a ohni. Našel ho v konzolové kovové příhradové konstrukci vyvinuté v Evropě Gustavem Eiffelem. Eiffel již v roce 1875 vypracoval návrh ocelové katedrály, ale nepodařilo se mu najít klienta pro tento plán. Eiffelovy stavební principy a jeho návrh ocelové katedrály byly vzorem pro stavbu manilské baziliky.

## Architektura
Architekt Genero Palacios již získal zkušenosti s tehdy novým způsobem výstavby ve Španělsku. Vytvořil architektonický návrh, který obsahoval různé stylové prvky: vnější prostor byl navržen v novogotickém architektonickém stylu a vnitřní prostor v barokním stylu. Výkresy budovy byly dokončeny v roce 1883. Sehnat potřebné finance a vybrat dodavatele stavebních materiálů však trvalo dalších pět let. Stavba baziliky začala v roce 1888 a skončila v roce 1891 inaugurací 15. srpna.
Pro návrh interiéru byli najati filipínští umělci. Vitráže pocházejí od německé firmy Glasmalerei Oidtmann. Ocelové prvky byly vyrobeny v Belgii společností Société Anonyme des Entreprises de Travaux Publiques v ocelárně v Binche a přepraveny do Manily v devíti lodních nákladech. Mramor použitý v interiéru pochází ze souostroví Romblono. V bazilice je celkem šest mramorových křtitelnic.

## Restaurování
Bazilika sv. Šebestiána byla v roce 1982 restaurována odborníky z Národního historického muzea Filipín. Kvůli teplému a vlhkému klimatu na ostrově Luzon je ochrana ocelové konstrukce velmi složitá a musí se po krátké době opakovat. Kvůli neustálému nedostatku peněz a nedostatečné podpoře ze strany státu nemohly být v 90. letech provedeny nutné opravy, takže bazilika byla v roce 1998 UNESCO prohlášena za jednu ze sta nejohroženějších kulturních památek světa. Řád augustiniánů rekolektů pak dokázal potřebné finanční prostředky sehnat a financovat opravy.

## Galerie

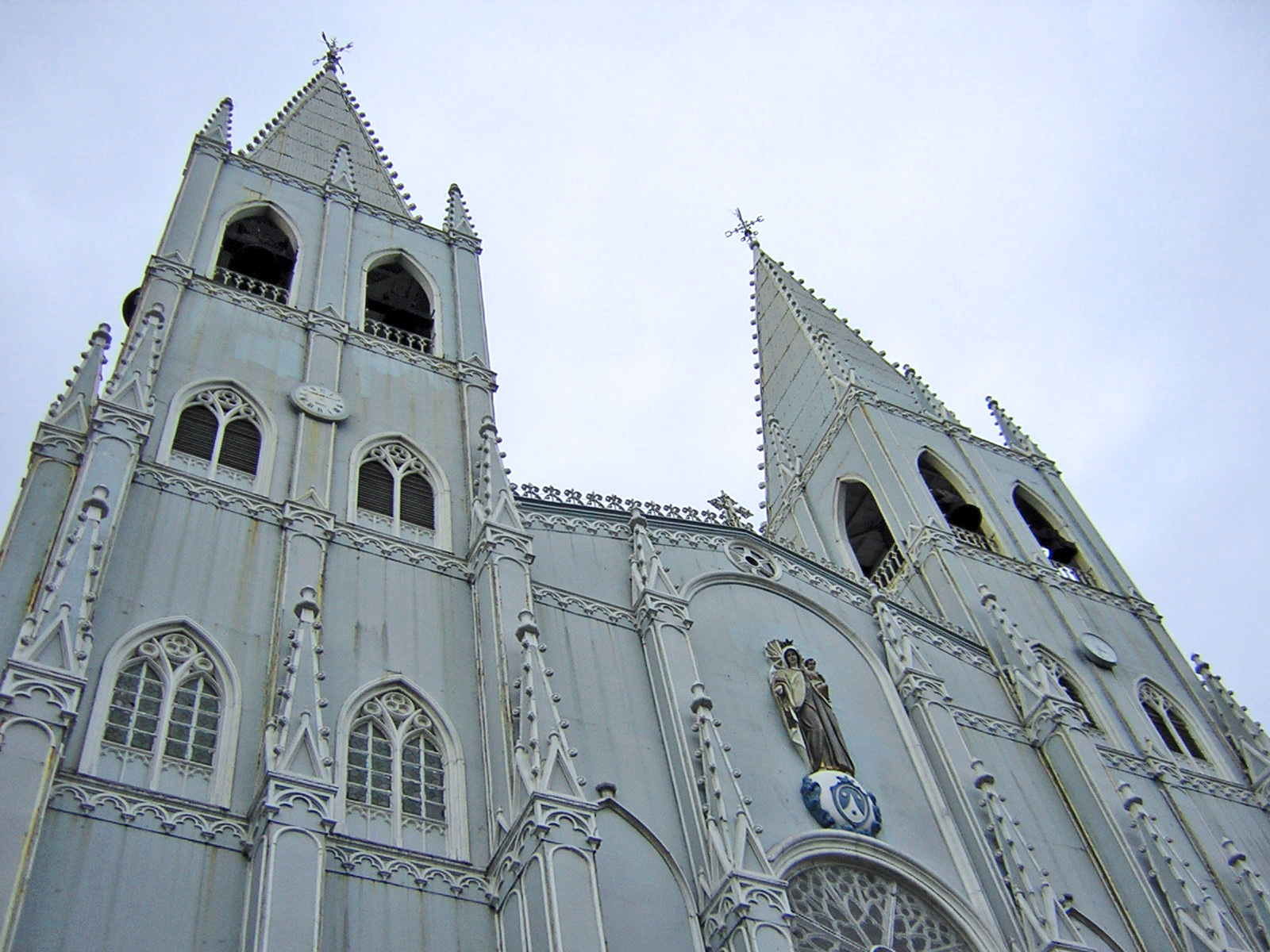
Věže se zvonicemi
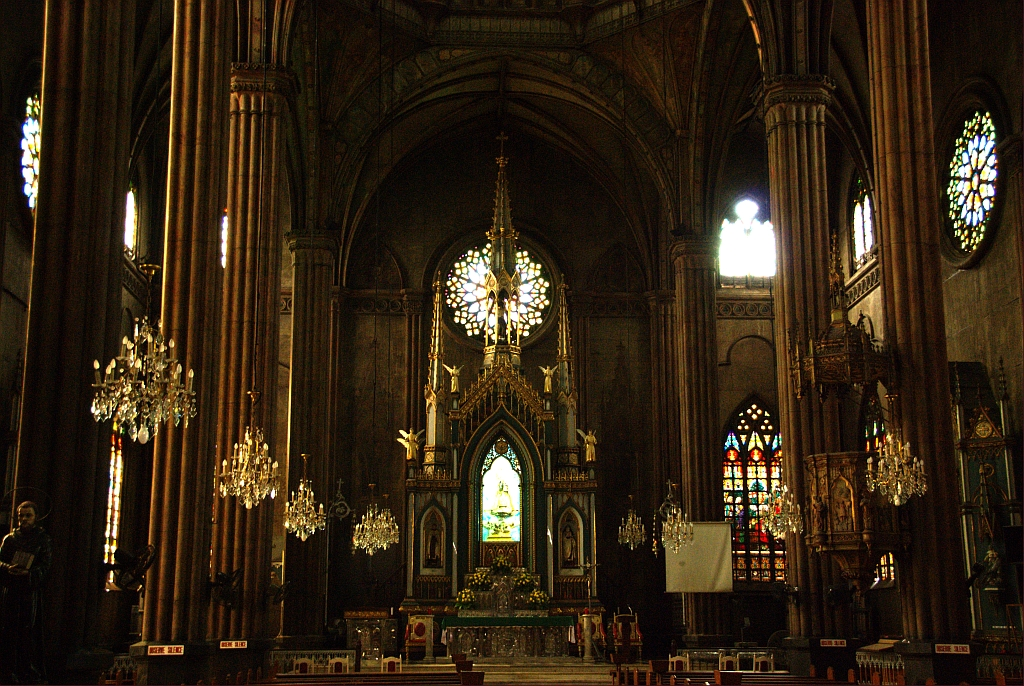
Hlavní oltář
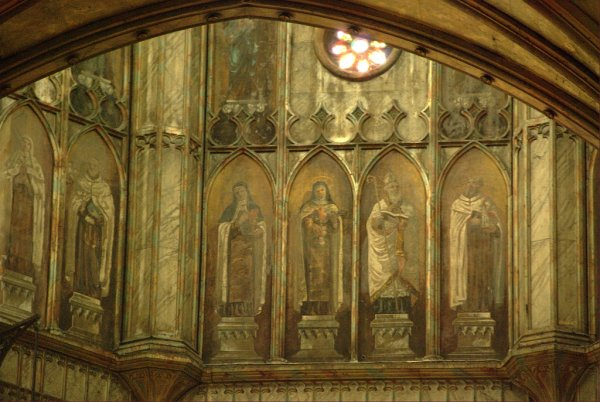
Interiér
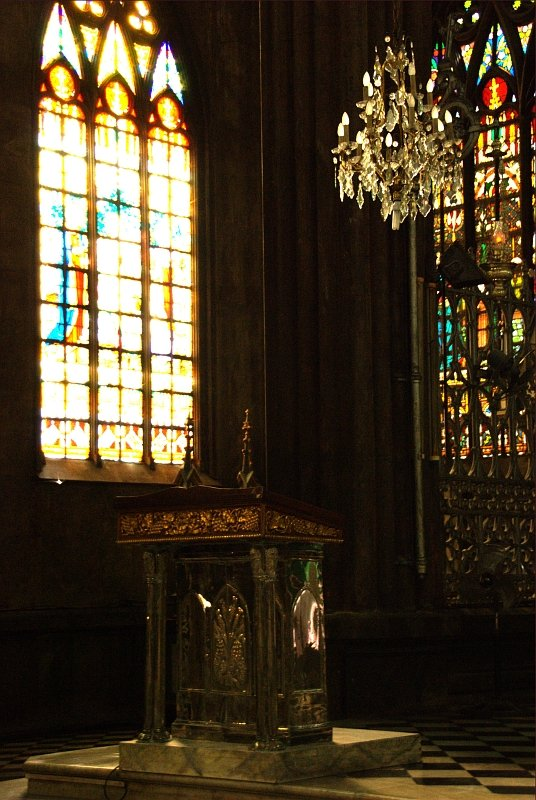
Katedra poblíž hlavního oltáře
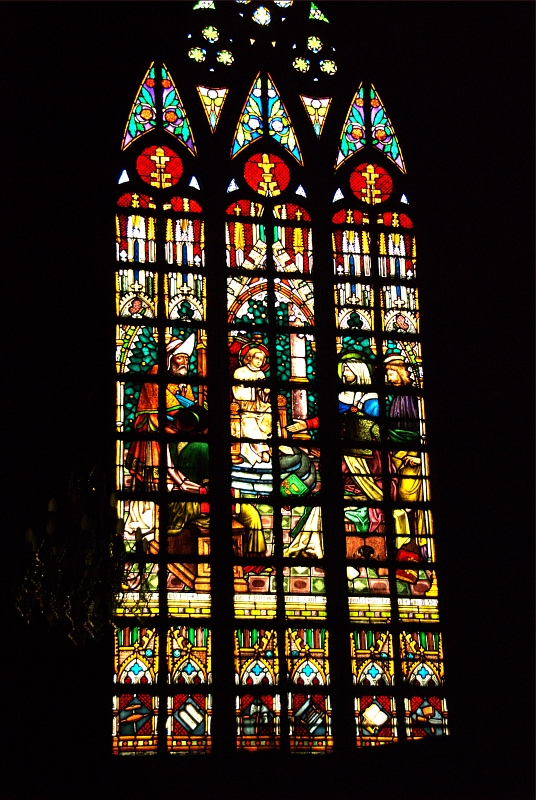
Vitráže